# Asediul Budei (1541)
Asediul Budei din 1541 a fost încercarea habsburgilor de ocupare a Budei, care a provocat contraatacul otomanilor și care a dus în cele din urmă la anexarea Ungariei centrale de către Imperiul Otoman.

## Asediul
Într-o primă fază, o armată habsburgică condusă de Wilhelm von Roggendorf a asediat Buda, în care se adăpostea succesorul lui Ioan I Zápolya, vasal al Imperiului Otoman. Regele maghiar murise în 1540, iar pe tronul său se urcase fiul său minor, Ioan al II-lea Zápolya, care domnea sub regența mamei sale, Isabella Jagiello Zapolya și a guvernatorului Transilvaniei,  Gheorghe Martinuzzi. Acest aranjament fusese acceptat de sultanul Suleiman Magnificul cu condiția ca Ungaria să continue să-și plătească tributul. Pe de altă parte, Habsburgii nu au acceptat un rege minor din familia Zápolya. Împăratul Ferdinand I și-a trimis armata de aproximativ 50.000 de soldați comandată de von Roggendorf să îl detroneze pe noul rege. Asediul a început în vara anului 1541 dar, datorită proastei organizări și a unei apărări bine organizate, după mai multe atacuri cu mari pierderi de vieți omenești, Buda a rămas necucerită.

## Bătălia
Suleiman Magnificul a hotărât să atace armata habsburgică și a preluat personal conducerea trupelor care urmau să despresureze Buda. Pe 21 august, armata otomana a ajuns în fața porților Budei și a atacat forțele lui Roggendorf. Armata habsburgică a fost zdrobită. Aproximativ 7.000 soldați habsburgici au fost uciși în luptă sau s-au încecat în Dunăre. Von Roggendorf, grav rănit în luptă, avea să moară 2 zile mai târziu.
Otomanii au fost întâmpinați ca eliberatori, dar Suleiman a hotărât să ocupe orașul și l-a luat ostatic pe regele minor Ioan al II-lea.
Bătălia de la Buda a fost una dintre marile victorii ale otomanilor împotriva Habsburgilor. Victoria de la Buda i-a permis lui Suleiman să transforme Ungaria centrală în pașalâc pentru următorii 150 de ani și de aceea este considerată cel puțin la fel de importantă precum victoria de la Mohács din 1687.

## Urmări

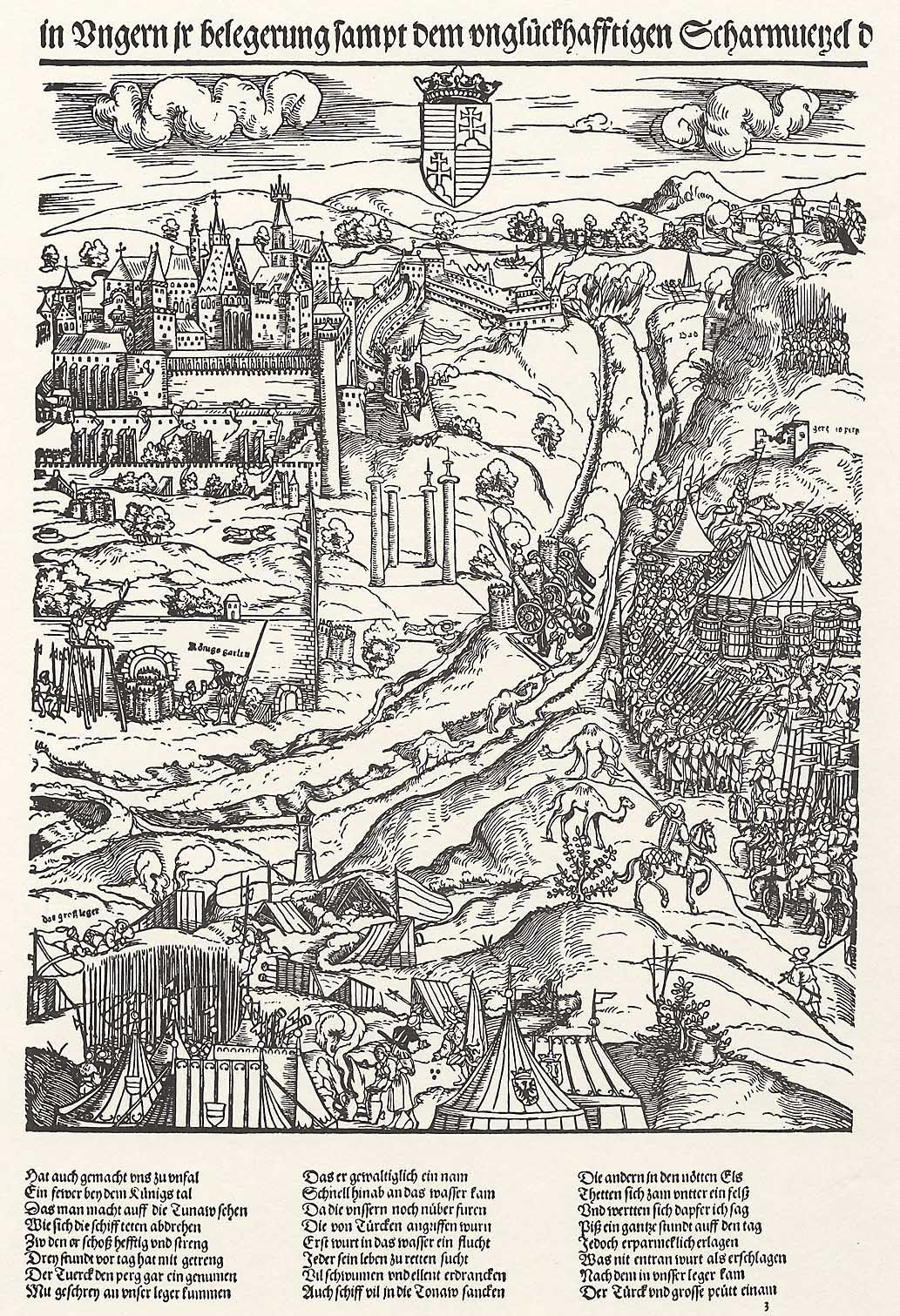
Asediul Budei (1541)

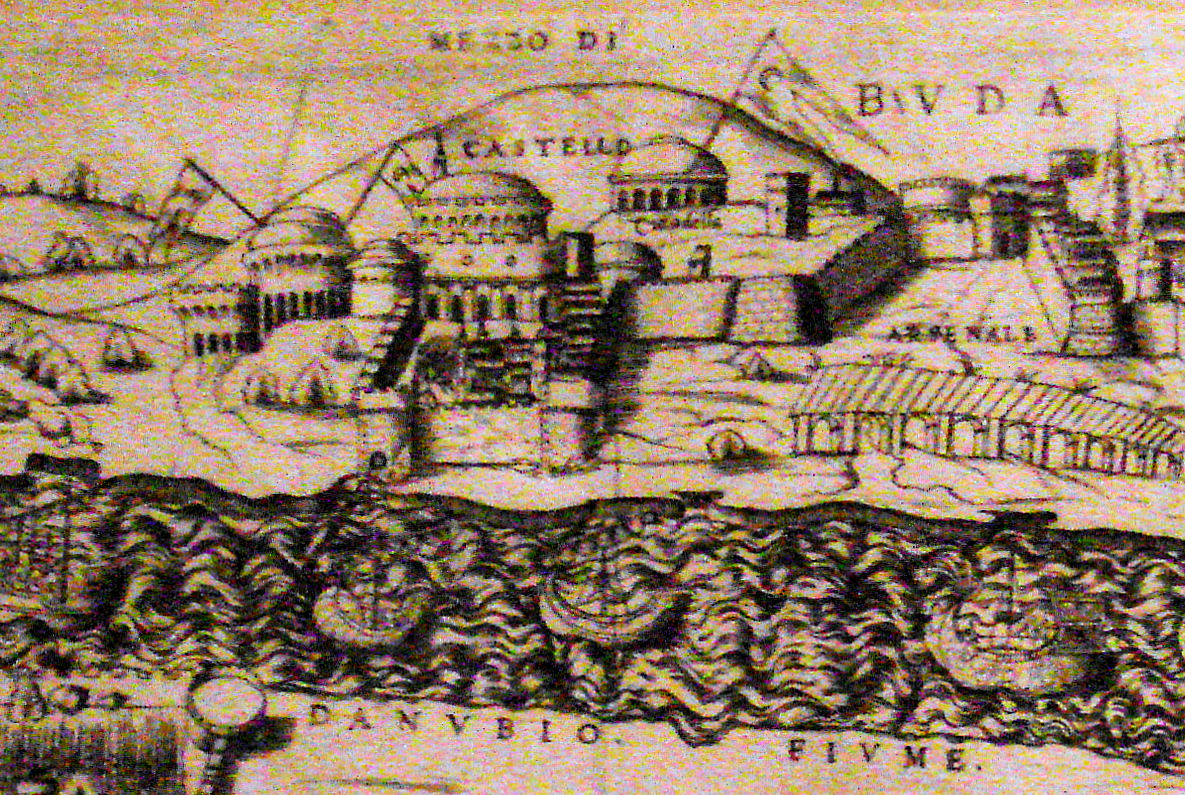
Buda sub stăpânire otomană în 1542.

Carol al V-lea a aflat despre înfrângerea fratelui său Ferdinand atunci când a ajuns la Genova pe 8 septembrie 1541. El a încercat să contrabalanseze victoria otomanilor prin cucerirea Algerului, dar expediția sa s-a încheiat cu o nouă înfrângere a habsburgilor.
Ferdinand a mai încercat să recucerească Buda și Pesta în 1542, dar armata habsburgică a fost respinsă de otomani.